# Операция «Шаровая молния»
«Операция „Шаровая молния“» (англ. Entebbe; в американском прокате 7 Days in Entebbe («7 дней в Энтеббе»)) — художественный фильм режиссёра Жозе Падилья, снят по мотивам реальных событий. Премьера фильма состоялась 19 февраля 2018 года на Берлинском международном кинофестивале. Премьера в России прошла 5 апреля 2018 года.

## Сюжет
В 1976 году два палестинских и два немецких террориста совершают захват самолёта рейса 139 авиакомпании Air France из Тель-Авива в Париж с промежуточной посадкой в Афинах, Греция. Они берут в заложники пассажиров и экипаж и направляют самолёт в Энтеббе, Уганда. Террористы требуют выкуп в $5 млн, а также выпустить из тюрем 53 осуждённых палестинца и про-палестинских боевика, 40 из которых содержались в заключении в Израиле.
Когда все дипломатические способы решения проблемы потерпели неудачу, израильское правительство одобрило проведение антитеррористической операции для спасения заложников, которую осуществили коммандос АОИ — до сих пор считающейся самой смелой и дерзкой спасательной миссией в истории.

## Другие фильмы о событиях в Энтеббе
Всего через 6 месяцев после захвата заложников был снят фильм  «Победа в Энтеббе» (англ. Victory at Entebbe, 1976). На следующий год вышли ещё два фильма: «Рейд на Энтеббе» и «Операция „Йонатан“» (1977). Выпущенный более 40 лет спустя фильм «Операция „Шаровая молния“» — четвёртый о событиях в Уганде.

## В ролях
| Актёр              | Роль              |
| ------------------ | ----------------- |
| Розамунд Пайк      | Бригитта Кульманн |
| Даниэль Брюль      | Вильфрид Бёзе     |
| Лиор Ашкенази      | Ицхак Рабин       |
| Марк Иванир        | Мордехай Гур      |
| Дени Меноше        |                   |
| Эдди Марсан        | Шимон Перес       |
| Бен Шнетцер        |                   |
| Питер Салливан     | Амос Эйран        |
| Андреа Дэк         | Патриция Мартель  |
| Бронтис Ходоровски | Мишель Бакос      |
| Анхель Бунани      | Йонатан Нетаньяху |
| Нонсо Анози        | Иди Амин          |
| Винсент Риотта     | Дан Шомрон        |
| Иифтах Кляйн       | Эхуд Барак        |
| Натали Стоун       | Лея Рабин         |
| Труди Уайсс        | Дора Блох         |
| Майкл Льюис        | майор Муки Бетсер |
| Сами Сегир         |                   |

## Производство
11 февраля 2016 года было анонсировано, что Жозе Падилья был выбран режиссёром фильма от Working Title Films и StudioCanal, сценарист Грегори Бурк. 29 июля 2016 года сообщено, что главные роли исполнят Розамунд Пайк,
Даниэль Брюль и Венсан Кассель.
Съёмочный период начался 14 ноября 2016 года на Мальте и в Великобритании. Во время съёмок в Международном аэропорту Мальты произошёл настоящий угон.

## Критика и отзывы
Фильм получил смешанные отзывы. Rotten Tomatoes дал фильму 24 % одобрения, основанные на 112 рецензиях, и среднюю оценку 5/10. Высказывание веб-сайта гласит: «„Операция ‘Шаровая молния’“ имеет достойную историю, которую можно рассказать, но теряет самые неотразимые элементы в тупой драматизации захватывающих и реальных событий». На Metacritic фильм имеет средневзвешенные 49 баллов из 100, основанные на 29 рецензиях и указывающие на «смешанные отзывы».
Дэвид Эрлих из IndieWire дал фильму оценку «С» и назвал его компетентным, но бессмысленным, сказав: «Когда вся пыль оседает, мы остаемся прямо там, где мы начали, и ничего не показываем, кроме мимолётного напоминания о том, что мир невозможен без переговоров. Это урок, которому история не научила нас, профильтрованный через фильм, который не понимает, почему».
«Завышенные требования к миру неизбежно толкают левых мечтателей в объятия антисемитов и экзотических диктаторов-людоедов — вот главная мораль фильма» — делает вывод в своей рецензии агентство «Регнум».
20 декабря 2018 года эксперты журнала The Hollywood Reporter назвали  худшие фильмы 2018 года. Восьмую позицию в указанном антирейтинге заняла картина «Операция "Шаровая молния"».
Фильм также критиковали за некоторые исторические неточности.

## Продвижение
Первый трейлер был показан 7 декабря 2017 года. В трейлере была использована песня 1971 года — «I’d Love to Change the World» группы Ten Years After.